# Михайловська (Ленінградська область)
Михайловська (рос. Михайловская) — присілок у Ломоносовському районі Ленінградської області Російської Федерації.
Населення становить 161 особу. Належить до муніципального утворення Ропшинське сільське поселення.

## Географія
Населений пункт розташований на західній околиці міста Санкт-Петербурга.

## Історія
Населений пункт розташований на історичній землі Іжорія.
Згідно із законом від 24 грудня 2004 року № 117-оз належить до муніципального утворення Ропшинське сільське поселення.

## Населення
| 1862 | 2007 | 2010 |
| ---- | ---- | ---- |
| 475  | ↘103 | ↗161 |